# 大湊線
大湊線（日语：／ Ōminato sen */?）是一條連結青森縣上北郡野邊地町的野邊地站，縱貫下北半島的陸奧灣側至陸奧市的大湊站，屬於東日本旅客鐵道（JR東日本）的鐵路線（地方交通線）。設有「玫瑰海灣大湊線」（はまなすベイライン大湊線）的愛稱。

## 路線資料
- 路段（營業距離）：野邊地站－大湊站間（58.4公里）
- 管轄：東日本旅客鐵道（第一種鐵道事業者）
- 軌距：1067毫米
- 站數：11個（包括起點站）
  - 由於此線是孤立路線，因此包括起終點站的車站都屬於大湊線。然而，起點的野邊地站在2010年（平成22年）12月3日以前屬於東北本線[1]，翌日起該線移管至青森鐵道，作為JR車站改為屬於大湊線。
  - 可交會車站：1個（陸奧橫濱站）
- 複線路段：沒有（全線單線）
- 電氣化路段：沒有（全線非電氣化（日语：非電化））
- 閉塞方式：特殊自動閉塞式（軌道回路檢知式）
- 最高速度：85公里/小時
- 運轉指令所（日语：運転指令所）：盛岡綜合指令室（CTC）

全線由盛岡支社管轄。起點的野邊地站由青森鐵道管轄，但其為共同使用站，被視為盛岡支社管內的JR車站。

## 運行形態
大湊線除了有各站停車的普通班次外，還有來往青森鐵道線八戶和大湊的快速列車「下北」（しもきた）運行。每天共有6.5往復的普通班次，以及3往復的下北號快速列車，2021年3月以前下北號有1往復開往青森。全線由Kiha 100系200番台（八戶運輸區所屬）運行，採一人控制，列車沒有列車長，駕駛員兼收票，故採用「後上前下」的制度。
大湊線的運行極速為85km/h。但因為大湊線沿海岸平原而建，且彎道較少、車站距離較長，加減速損耗的時間很少，故線內列車的平均速度反而較高。其中快速列車「下北」是線內行駛速度最高的列車，表定速度接近70km/h，該速度在日本非電氣化支線來說是非常罕見的。
大湊線面向西邊的陸奥灣，東邊在下北半島較低的山地，由於強風每年有幾次停開的狀況，尤其冬天常有停開或是減速行駛的狀況。停開時會有巴士代替行駛（野邊地～大湊間巴士代開耗時約1小時30分），代行巴士由下北交通和JR巴士東北2間公司運行。
另外青森鐵道允許持用日本鐵路週遊券（JR Pass）與青春18等車票的旅客在青森車站、野邊地車站及八戶車站搭乘青森鐵道線的列車往來大湊線而無需另補車資，但不能在其他中途車站上下車。

### 臨時列車
2002年東北新幹線延伸八戶後JR東日本開行Kiha 48型担当的觀光列車「閃亮陸奧」，該列車運營至2010年11月東北新幹線全線開業前夕。
2010年12月4日東北新幹線全線開業後，度假翌檜下北號開始運營，是JR東日本在東北新幹線全線開業後設置的度假翌檜號之一。度假翌檜下北號由HB-E300系柴聯車擔當。度假翌檜下北號最初為新青森 - 大湊間2往復。2012年其中1往復改為八戶 - 大湊的「まさかり」，2014年5月改名「油菜花號 (なのはな)」，7月再改名為「玫瑰海灣號 (はまなすベイライン)」。
2015年度假翌檜下北號下行改為八戶始發，2017年上行也改為八戶終到，2021、2022年年末增開八戶 - 大湊全車自由席的臨時快速「故鄉大湊號」，2022年5月1往復的度假翌檜下北號改為「油菜花滿開號」，8月再增開全車自由席的臨時快速「大湊號」。2023年8月20日JR東日本宣布度假翌檜下北號停駛，以便將該列車改造為新的觀光列車「阳旅号」和「SATONO号」。

## 歷史
大湊線於1921年3月20日開通，當時稱為大湊輕便線，同年9月25日全線開通，1939年新設下北站，並從下北站分出大畑線。1968年大湊 - 青森間的優等列車急行「夏泊」開行，該車與八戶線鮫 - 青森的列車在野邊地站併結。1974年廢止蒸汽機車牽引的列車，是青森縣最後廢止蒸汽機車的路線，1978年「夏泊」降格為快速列車，1984年全線貨運停止，1985年與本線接續的大畑線移交下北交通營運。
1987年國鐵分割民營化JR東日本繼承該路線，1988年快速「夏泊」改稱為「宇曾利」（うそり），1993年快速「宇曾利」改稱為「下北」至今。在東北新幹線最後一段——八戶至新青森通車後，原有的東北本線八戶至青森段根據法規轉交第三部門鐵道青森鐵道管理。大湊線與其他JR路線完全切斷聯繫，成為JR集團中的「孤立路線」之一，導致沿線居民擔心JR東日本可能放棄該路線經營。不過2007年11月，JR東日本表示新幹線延伸後仍繼續營運大湊線。

### 年表
- 1921年（大正10年）
  - 3月20日　【開業】大湊輕便線　野邊地～陸奥橫濱　【車站新設】有戶、陸奥橫濱
  - 9月25日　【延伸開業、全通】陸奥橫濱～大湊　【車站新設】近川、田名部、大湊
- 1922年（大正11年）9月2日　【訂立路線名稱】大湊線
- 1939年（昭和14年）12月6日　【車站新設】下北（本日大畑線開業成為分歧站）
- 1943年（昭和18年）3月20日　【車站新設】吹越
- 1946年（昭和21年）6月10日　【車站新設】有畑
- 1948年（昭和23年）12月1日　【站名改稱】田名部→赤川（同時大畑線本田名部站改稱田名部站）
- 1953年（昭和28年）6月10日　【車站新設】金谷澤
- 1958年（昭和33年）12月20日　【車站新設】北野邊地
- 1968年（昭和43年）10月1日　青森～大湊間急行「夏泊」（なつどまり）開始行駛
- 1974年（昭和49年）
  - 5月11日 廢止蒸汽機車牽引的列車，是青森縣最後廢止蒸汽機車的路線[3]
  - 10月1日　【廢止貨物業務】下北～大湊
- 1978年（昭和53年）10月2日　「夏泊」降格為快速
- 1984年（昭和59年）2月1日　【廢止貨物業務】野邊地～下北
- 1985年（昭和60年）7月1日　大畑線轉換為下北交通
- 1987年（昭和62年）4月1日　【業務繼承】東日本旅客鐵道（第1種・野邊地～大湊）
- 1988年（昭和63年）3月14日　快速「夏泊」改稱為「宇曾利」（うそり）、開始一人運轉
- 1993年（平成5年）12月1日　成立大湊線營業所，並引入Kiha100系柴聯車、快速「宇曾利」改稱為「下北」
- 1998年（平成11年）12月8日　特殊自動閉塞化（CTC）、廢止通票閉塞
- 2001年（平成13年）4月1日　下北交通大畑線廢止
- 2002年（平成14年）
  - 7月　觀光列車「閃亮陸奧」開始行駛
  - 12月1日　東北新幹線八戶站開業，快速「下北」大湊～八戶增加1班
- 2010年（平成22年）
  - 11月28日「閃亮陸奧」停止運转
  - 12月4日 東北新幹線全線開業後，HB-E300系柴聯車擔當的度假翌檜下北號開始運營
- 2012年（平成24年）10月 度假翌檜下北號其中1往復改為八戶 - 大湊的「まさかり」
- 2015年（平成27年）7月 度假翌檜下北號下行改為八戶始發
- 2017年（平成29年）7月 度假翌檜下北號上行改為八戶終到
- 2023年（令和5年）8月20日 度假翌檜下北號停駛[2]

## 使用车辆
- Kiha 100系：定期列车使用。

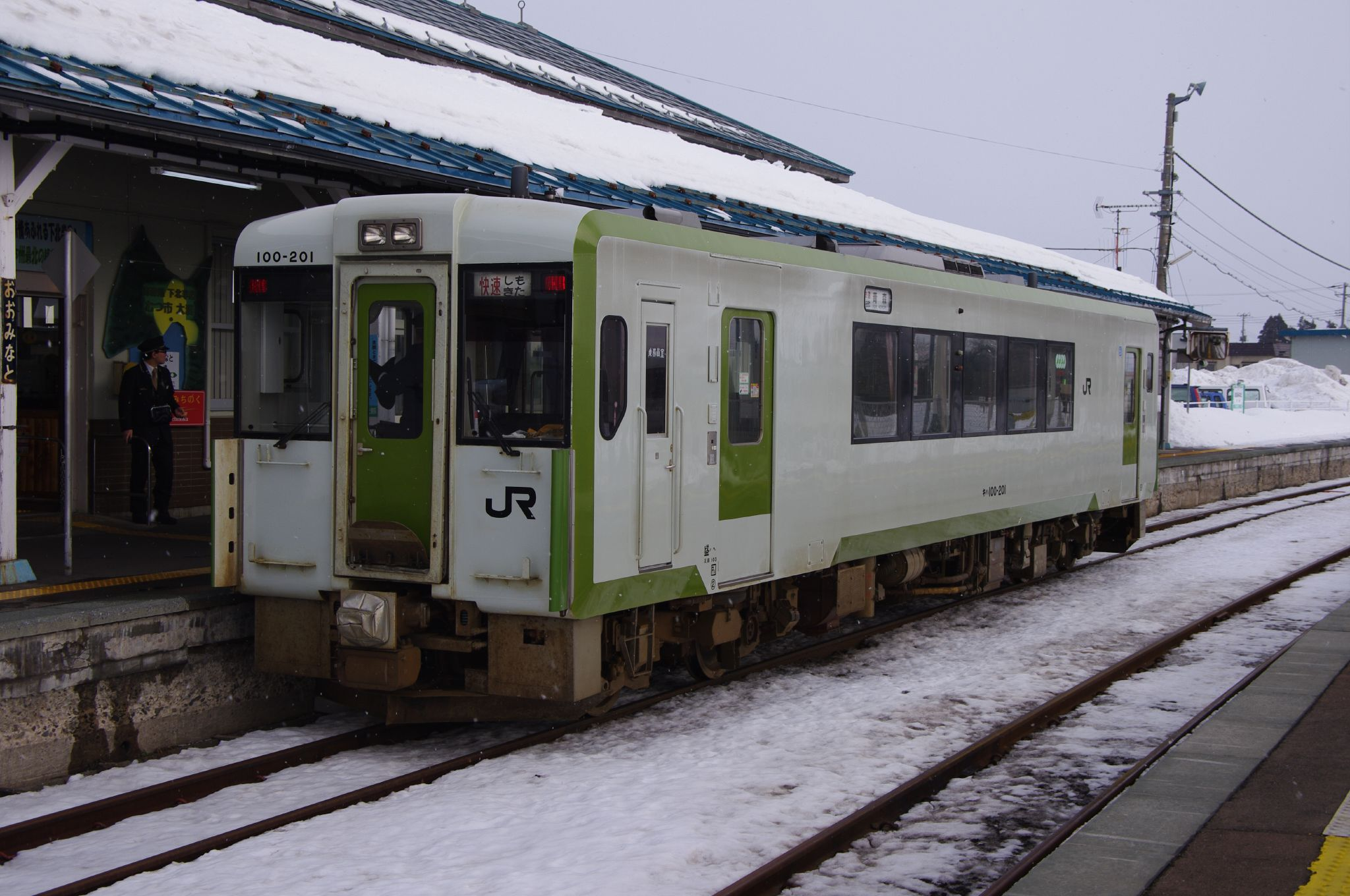
雪中由Kiha 100系担当的下北号快速列车

- HB-E300系：担当度假翌檜下北號，目前停运改造中。
- KiHa E130系：担当臨時列車「故鄉大湊號」、「大湊號」。

## 車站列表
- 普通列車停靠所有車站。快速「下北」「度假翌檜下北號（日语：リゾートあすなろ）」的停靠站參見各列車條目。
- 軌道（全線單線） … ◇、∧：可列車交會，｜：不可列車交會
- 所有車站都位於青森縣內

| 中文站名 | 日文站名 | 英文站名 | 站間營業距離 | 累計營業距離 | 接續路線                                  | 軌道 | 所在地 | 所在地   |
| -------- | -------- | -------- | ------------ | ------------ | ----------------------------------------- | ---- | ------ | -------- |
| 野邊地   |          |          | -            | 0.0          | 青森鐵道：■青森鐵道線（設有快速直通八戶） | ◇    | 上北郡 | 野邊地町 |
| 北野邊地 |          |          | 2.8          | 2.8          |                                           | ｜   | 上北郡 | 野邊地町 |
| 有戶     |          |          | 6.8          | 9.6          |                                           | ｜   | 上北郡 | 野邊地町 |
| 吹越     |          |          | 13.4         | 23.0         |                                           | ｜   | 上北郡 | 橫濱町   |
| 陸奧橫濱 |          |          | 7.1          | 30.1         |                                           | ◇    | 上北郡 | 橫濱町   |
| 有畑     |          |          | 5.9          | 36.0         |                                           | ｜   | 上北郡 | 橫濱町   |
| 近川     |          |          | 6.7          | 42.7         |                                           | ｜   | 陸奧市 | 陸奧市   |
| 金谷澤   |          |          | 5.0          | 47.7         |                                           | ｜   | 陸奧市 | 陸奧市   |
| 赤川     |          |          | 5.5          | 53.2         |                                           | ｜   | 陸奧市 | 陸奧市   |
| 下北     |          |          | 2.3          | 55.5         |                                           | ｜   | 陸奧市 | 陸奧市   |
| 大湊     |          |          | 2.9          | 58.4         |                                           | ∧    | 陸奧市 | 陸奧市   |

### 過去的接續路線
- 野邊地站：南部縱貫鐵道線 - 1997年5月6日休止，2002年8月1日廢除
- 赤川站：田名部運輸軌道（日语：田名部運輸軌道） - 1941年3月18日廢除
- 下北站：下北交通大畑線 - 2001年4月1日廢除